# Villa Sports Club
Il Villa Sports Club è una squadra di calcio africana dell'Uganda.
Fondato nel 1975, il club milita nella massima serie calcistica ugandese.

## Strutture

### Stadio
Il club gioca le gare casalinghe al Stadio nazionale Mandela che ha una capacità di 45.202 posti a sedere.

## Palmarès

### Competizioni nazionali
- Uganda Super League: 16

1982, 1984, 1986, 1987, 1988, 1989, 1990, 1992, 1994, 1998, 1999, 2000, 2001, 2002, 2003, 2004
- Coppa d'Uganda: 8

1983, 1986, 1988, 1989, 1998, 2000, 2002, 2009

### Competizioni internazionali
- Coppa Kagame Inter-Club: 3

1987, 2003, 2005
- East African Hedex Super Cup: 1

1999-2000

### Altri piazzamenti
- Uganda Super League:

Secondo posto: 1981, 1991, 1993, 2005, 2006-2007, 2007-2008, 2014-2015, 2016-2017
Terzo posto: 1985, 1995, 1996, 2008-2009, 2017-2018
- Kakungulu Cup:

Finalista: 1987, 1990, 2001
Semifinalista: 2018
- Coppa Kagame Inter-Club:

Finalista: 1991, 1993, 2009
- Coppa CAF:

Finalista: 1992

## Partecipazioni alla CAF Champions League
1999 – Secondo  turno
2000 – Preliminari
2001 – Secondo
2002 – primo turno
2003 – primo turno
2004 – primo turno
2005 – primo turno